# Eliot A. Cohen
Eliot A. Cohen est professeur de la Paul H. Nitze School of Advanced International Studies de l'Université Johns-Hopkins. Il a été conseiller de Condoleezza Rice au Département d'État des États-Unis entre 2007 et 2009. Il a été un des membres fondateurs du Project for the New American Century.